# Leptinella pyrethrifolia
Leptinella pyrethrifolia là một loài thực vật có hoa trong họ Cúc. Loài này được (Hook.f.) D.G.Lloyd & C.J.Webb mô tả khoa học đầu tiên năm 1987.